# Fotbalová reprezentace Velikonočního ostrova
Fotbalová reprezentace Velikonočního ostrova je amatérský fotbalový tým, který zastupuje chilské zámořské teritorium Velikonoční ostrov a zároveň se účastní klubových soutěží pod hlavičkou CF Rapa Nui.

## Reprezentace
Fotbalová asociace byla na ostrově založena v roce 1975 a je členem NF-Board, organizace sdružující svazy stojící mimo FIFA. Je také zakládajícím členem obdobné jihoamerické federace CSNAF. Tým hraje své zápasy na Estadio de Hanga Roa v hlavním městě ostrova s kapacitou 2 500 diváků. Hráči nastupují v bílých nebo červených dresech nesoucích symbol ostrova reimiro – půlměsíc zakončený mužskými hlavami z profilu. Trenérem je bývalý internacionál Miguel Ángel Gamboa.

## Aktivity
První zápasy sehráli fotbalisté Velikonočního ostrova v září 1996 proti výběru reprezentujícímu Ostrovy Juana Fernándeze. První utkání na půdě soupeře vyhráli 5:3, v domácí odvetě zvítězili 16:0. V roce 2009 se výběr ostrova zúčastnil chilského klubového poháru. V prvním kole vypadli s mužstvem Colo-Colo ze Santiaga, kterému doma podlehli 0:4. Mistrovství světa ve fotbale se ostrované dosud nezúčastnili, stejně jako žádné jiné mezinárodní soutěže.

## Kuriozita
Před utkáním proti Colo-Colo předváděli hráči tradiční polynéský rituální tanec haka, známý spíše z ragby.